# Театр Такарадзука (Токио)
Театр Такарадзука в Токио (яп. 東京宝塚劇場 То:кё: Такарадзука Гэкидзё:) — токийская сцена японского шоу-театра «Такарадзука кагэкидан», в котором все роли играют только женщины.
Расположен в квартале Хибия района Тиёда (Токио, Япония). Является второй сценой театра помимо главной сцены — Большого театра Такарадзука, в городе Такарадзука, префектура Хёго.
Первое здание театра было построено в 1934 году. Во время оккупации Японии здание театра было реквизировано Штабом оккупационных войск, и до 1955 года в нём располагался «Театр Эрни Пайла». Старое здание было снесено в 1998 году, новое здание театра открылось в 2001 году.
В театре 1229 мест в партере и 840 мест на балконе.